# Terror Squad
A Terror Squad 1998 és 2006 között aktív amerikai hip-hop formáció, tagjai szólóban is sikeres rapperek voltak. A New York-i Bronxban alakult.
Tagjai először Fat Joe második és harmadik albumán (Jealous One's Envy és Don Cartagena) álltak össze. Első albumuk 1999-ben jelent meg Terror Squad: The Album címmel, első kislemeze pedig a "Whatcha Gon' Do" volt, amelyen Big Pun vállalt főszerepet, aki 2000-ben szívinfarktusban elhunyt. Halálát követően régi társai, Cuban Link és Triple Seis elhagyták az együttest, és helyüket Remy Martin (röviden Remy Ma) és Tony Sunshine vette át. 2004-ben "Lean Back" című daluk megszerezte az első helyet a Billboard Hot 100 listán.

## Tagok
- Fat Joe (Joseph Cartagena)
- Big Pun (Christopher Rios) (elhunyt)
- Tony Sunshine (Antonio Cruz)
- Cuban Link (Felix Delgado)
- Armageddon (John Eaddy)
- Prospect (Richard Perez)
- Triple Seis (Sammy Garcia)
- Remy Ma (Reminisce Mackie)
- DJ Khaled (Khaled Mohamed Khaled)
- Cool & Dre (Marcello "Cool" Valenzano és Andre "Dre" Lyon)

## Diszkográfia

### Stúdióalbumok
- Terror Squad: The Album (1999)
- True Story (2004)